# كايل فوج
كايل فوج (بالإنجليزية: Kyle Fogg)‏ مواليد 27 يناير 1990 في بري، هو لاعب كرة سلة أمريكي. بدأ مسيرته الاحترافية في سنة 2012. يحمل الرقم 8. يبلغ طوله 6 قدم 3 بوصة (1.9 م). لعب كرة السلة الجامعية في جامعة أريزونا. لعب مع إسبارن بريمرهافن وبالونكيستو مالقا.

## روابط خارجية
- كايل فوج على موقع الدوري الإسباني لكرة السلة (الإسبانية)
- كايل فوج على موقع كرة السلة الأوروبية.كوم (الإنجليزية)
- كايل فوج على موقع إي إس بي إن.كوم (الإنجليزية)
- كايل فوج على موقع كلية كرة السلة في سبورتس رفرنس.كوم (الإنجليزية)
- كايل فوج على موقع ريلجم (الإنجليزية)
- كايل فوج على موقع بروبوليرز (الإنجليزية)
- كايل فوج على موقع سبورتس رفرنس (الإنجليزية)
- كايل فوج على موقع سبورتس رفرنس (الإنجليزية)